# Aphantopus
Aphantopus is een geslacht van vlinders uit de familie Nymphalidae.

## Soorten
- Aphantopus arvensis (Oberthür, 1876)
- Aphantopus hyperantus (Linnaeus, 1758) - Koevinkje
- Aphantopus maculosa Leech, 1890
- Aphantopus sajanus Bang-Haas, 1906
- Aphantopus yunnananus Swinhoe, 1915